# Zoe Bäckstedt
Zoe Bäckstedt, née le 24 septembre 2004 à Pontyclun, est une coureuse cycliste galloise. Coureuse polyvalente, elle a notamment remporté un total de cinq titres mondiaux et quatre titres européens chez les juniors (moins de 19 ans), ainsi que deux titres mondiaux et deux titres européens chez les espoirs (moins de 23 ans) en comptant le cyclo-cross, le cyclisme sur route et sur piste.

## Biographie

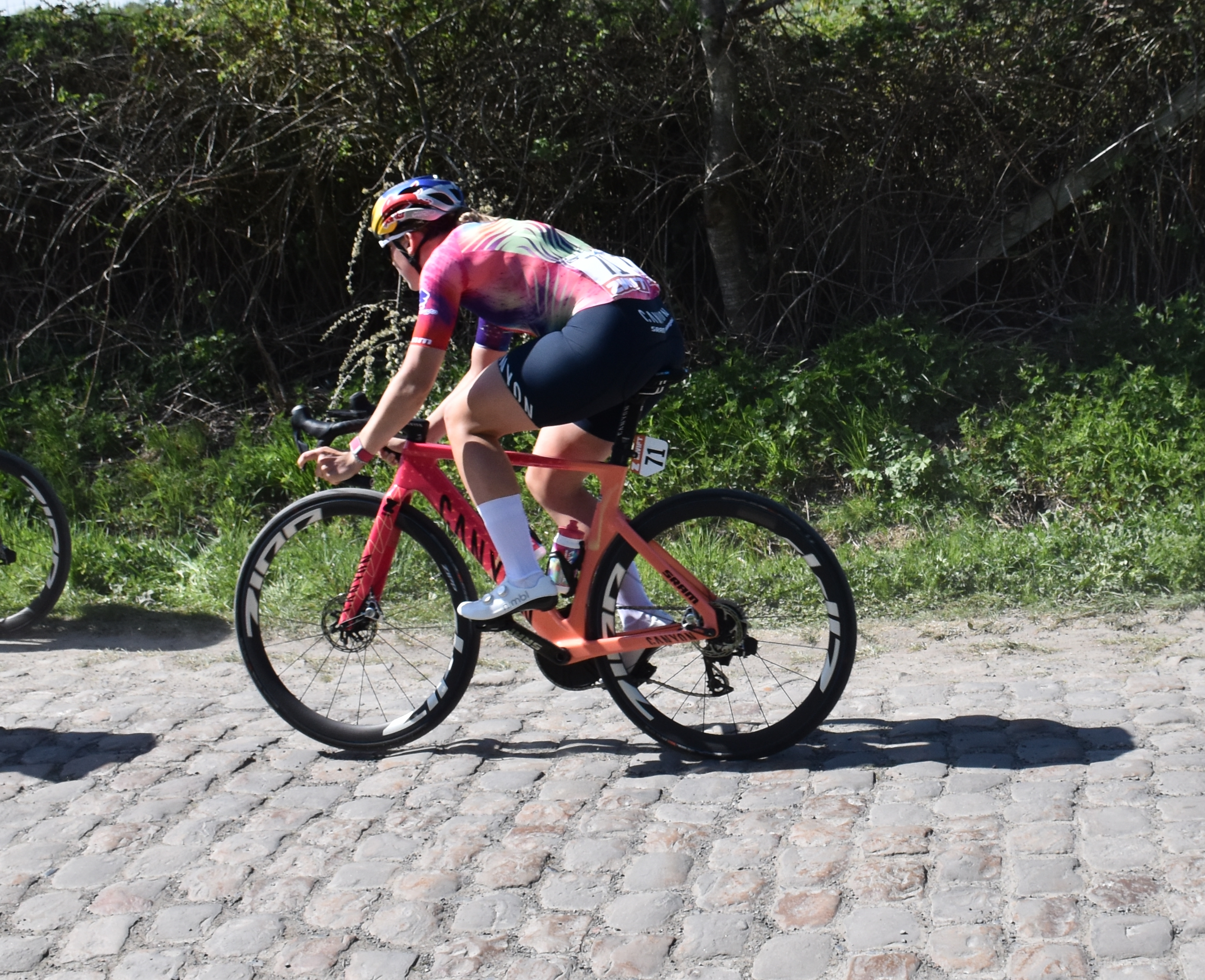
Zoe Bäckstedt # 71
15 è du Paris-Roubaix 2025.

Zoe Bäckstedt est issue d'une famille de cycliste qui vit dans le sud du Pays de Galles. Sa mère Megan Hughes est britannique. Elle est sacrée championne de Grande-Bretagne sur route en 1998. Son père est le Suédois Magnus Bäckstedt. Il a notamment gagné Paris-Roubaix en 2004. Elle a une sœur aînée, Elynor, qui est également coureuse cycliste. 
En novembre 2020, Zoe Bäckstedt gagne la seule manche et donc le général de la Coupe du monde de cyclo-cross juniors (moins de 19 ans). En 2021, elle remporte trois épreuves de Coupe du monde de cyclo-cross juniors, ainsi que le championnat d'Europe de cyclo-cross juniors. Elle est également championne du monde sur route juniors et vice-championne du monde du contre-la-montre juniors. Le 19 août de la même année, elle bat le record du monde de la poursuite juniors dans un temps de 2 min 17 s 494 lors des championnats d'Europe sur piste à Apeldoorn aux Pays-Bas. Lors de ces championnats, elle décroche trois titres européens.
Au cours de la saison 2022, elle domine complètement la catégorie des juniors. Elle devient championne du monde de cyclo-cross juniors, championne du monde de course à l'américaine juniors (sur piste) et double  championne du monde sur route juniors sur la course en ligne (après un raid en solitaire de près de 60 kilomètres) et le contre-la-montre (avec plus d'une minute et trente secondes d'avance sur la deuxième en seulement 14 kilomètres).
En 2023, elle rejoint la formation professionnelle EF Education-Tibco-SVB après avoir été stagiaire dans l'équipe fin 2022. Le 1er septembre 2023, en raison des difficultés financières de cette équipe, elle obtient le feu vert pour rejoindre l'équipe Canyon-SRAM Racing en cours d'année et s'engage avec cette équipe jusqu'en 2026. 
Au cours de la  saison de cyclo-cross 2023-2024, elle remporte plusieurs courses UCI. Lors de sa première année chez les élites, elle monte à trois reprises sur le podium en Coupe du monde et prend la deuxième place du classement général des espoirs (moins de 23 ans). Lors des championnats internationaux, elle réalise le doublé en devenant championne du monde et championne d'Europe de cyclo-cross espoirs.
Sur route, Bäckstedt rate de peu sa première victoire élite en terminant deuxième de l'Antwerp Port Epic Ladies en mai 2024. En octobre, elle gagne le contre-la-montre d'ouverture du Simac Ladies Tour, qui est également son premier succès sur l'UCI World Tour féminin. Toujours en tête après la deuxième étape, elle doit prendre le départ de la troisième étape sans une seule coéquipière après que toutes les autres coureuses de l'équipe aient abandonné en raison de blessure ou de maladie. Finalement, elle termine la course à la troisième place du classement général.

## Palmarès en cyclo-cross
- 2018-2019
  -  Championne de Grande-Bretagne de cyclo-cross cadettes
  - Classement général du National Trophy cadettes
- 2020-2021
  - Classement général de la Coupe du monde juniors
    - Coupe du monde de cyclo-cross juniors #1, Tábor
- 2021-2022
  -  Championne du monde de cyclo-cross juniors
  -  Championne d'Europe de cyclo-cross juniors
  - Coupe du monde de cyclo-cross juniors #1, Tábor
  - Coupe du monde de cyclo-cross juniors #2, Namur
  - Coupe du monde de cyclo-cross juniors #3, Termonde
  - Superprestige #1 juniors, Gieten
  - X²O Badkamers Trofee #4 juniors, Lille
  - Exact Cross - Cyclocross Essen, Essen
  - Cyclo-cross de la Citadelle juniors
  - 2e de la Coupe du monde de cyclo-cross juniors
- 2022-2023
  -  Championne de Grande-Bretagne de cyclo-cross
  -  Médaillée d'argent du championnat du monde de cyclo-cross espoirs
  -  Médaillée d'argent du championnat du monde de cyclo-cross en relais mixte
  - 5e du championnat d'Europe de cyclo-cross espoirs
- 2023-2024
  -  Championne du monde de cyclo-cross espoirs
  -  Championne d'Europe de cyclo-cross espoirs
  - Major Taylor Cross Cup Day 1, Indianapolis
  - Major Taylor Cross Cup Day 2, Indianapolis
  - Hexia Cyclocross Gullegem, Gullegem
  -  Médaillée d'argent du championnat du monde de cyclo-cross en relais mixte
  - 2e de la Coupe du monde espoirs
  - 8e de la Coupe du monde
- 2024-2025
  -  Championne du monde de cyclo-cross espoirs
  -  Championne du monde de cyclo-cross en relais mixte
  - Classement général de la Coupe du monde de cyclo-cross espoirs
  - 4e de la Coupe du monde de cyclo-cross

## Palmarès sur route

### Par années
- 2019
  -  Médaillée d'or de la course en ligne au Festival olympique de la jeunesse européenne
  -  Médaillée d'or du contre-la-montre au Festival olympique de la jeunesse européenne
- 2021
  -  Championne du monde sur route juniors
  -  Championne de Grande-Bretagne du contre-la-montre juniors
  - 2e étape du Watersley Ladies Tour juniors
  -  Médaillée d'argent du championnat du monde du contre-la-montre juniors
- 2022
  -  Championne du monde sur route juniors
  -  Championne du monde du contre-la-montre juniors
  -  Championne de Grande-Bretagne sur route juniors
  -  Championne de Grande-Bretagne du contre-la-montre juniors
  - Circuit de Borsele juniors
    - Classement général
    - 1re et 3e étapes

  - Watersley Ladies Challenge juniors : 
    - Classement général
    - 1re, 2e (contre-la-montre) et 3e étapes
- 2023
  -  Championne d'Europe du contre-la-montre espoirs
  - 5e du Simac Ladies Tour
- 2024
  - 1re étape du Simac Ladies Tour (contre-la-montre)
  - 2e de l'Antwerp Port Epic Ladies
  - 3e du Simac Ladies Tour
- 2025
  -  Championne de Grande-Bretagne du contre-la-montre
  - Baloise Ladies Tour : 
    - Classement général
    - Prologue (contre-la-montre), 3e étape (a) et 3e étape (b) (contre-la-montre)

### Résultats sur les grands tours

#### Tour d'Espagne
1 participation
- 2024 : 93e

### Classements mondiaux
| Année                                 | 2022 | 2023 | 2024 |
| ------------------------------------- | ---- | ---- | ---- |
| Classement UCI                        | 451e | 113e | 95e  |
| UCI World Tour                        | nc   | 80e  | 63e  |
|                                       |      |      |      |
| Légende : nc = non classéSource : UCI |      |      |      |

## Palmarès sur piste

### Championnats du monde
| Édition / Épreuve       | Américaine             |
| Tel Aviv 2022 (juniors) | Or (avec Grace Lister) |

### Championnats d'Europe
| Édition / Épreuve        | Poursuite individuelle | Poursuite par équipes | Américaine |
| Apeldoorn 2021 (juniors) | Or                     | Or                    | Or         |

### Championnats de Grande-Bretagne
- 2021
  -  Championne de Grande-Bretagne de poursuite juniors
  -  Championne de Grande-Bretagne de l'américaine juniors